# Homotyphus
Homotyphus is een geslacht van kevers uit de familie bladkevers (Chrysomelidae).
De wetenschappelijke naam van het geslacht werd in 1860 gepubliceerd door Clark.

## Soorten
- Homotyphus choroniensis Bechyne, 1997